# 아르투로 아르만도 몰리나
아르투로 아르만도 몰리나 바라사(스페인어: Arturo Armando Molina Barraza, 1927년 8월 6일 ~ 2021년 7월 19일)는 1972년부터 1977년까지 엘살바도르의 대통령이다. 그는 공항 건설, 댐 건설, 설탕 산업, 교육 시설 확대 정책 등의 개혁을 실시했으나 다른 한편으로는 야당을 탄압하고 대량학살을 일으켰다.
1972년 대선에서 당선되었는데 이 과정에서 부정 의혹이 있었으나 취임하는 데 성공한다.
그는 개혁정책을 실시하여 공항과 댐을 건설하고, 설탕 산업을 장려했으며 교육 시설을 확대했다.
그러나 다른 한편으로는 군사력을 악용하여 야당을 탄압하고 수많은 사람들을 살해한다.
퇴임 후 외국에 거주하였으나 1992년 고국으로 돌아온다. 아들인 호르헤 몰리나 콘트레라스는 안토니오 사카 정부 하에서 국방부장관을 지냈다.

## 참조
1. ↑  “李멕시코 大使파견 엘살바도르大統領就任式”. 매일경제. 1972년 6월 22일.